# جون إندربي
جون إندربي (بالإنجليزية: John Enderby)‏ (و. 1931 – م) هو فيزيائي من المملكة المتحدة . 
وهو عضواً في الجمعية الملكية .

## مناصب وهيئات
أدار جامعة برستل.

## جوائز
حصل على جوائز منها:
- قائد وسام الامبراطورية البريطانية
- لقب فارس.